# ビバシティ彦根
ビバシティ彦根（ビバシティひこね）は、滋賀県彦根市竹ヶ鼻町にある複合商業施設（ショッピングセンター）である。

## 歴史・概要
かつて当地は、彦根食品地方卸売市場と平和堂流通センターなどが所在しており、「彦根・市場街」と呼ばれていたが、1983年（昭和58年）に彦根市が行った地元アンケート調査で「現状では魅力ない」として再開発を支持する回答が過半数を占めた。
これを受けて再開発構想が進められることになったが、当初は「彦根・市場街」の商店連合会は大型店の出店には前向きではなかった。しかし1988年（昭和63年）3月12日に大型店出店に協力する方針に転換したことから、大型商業施設などを建設する構想が進められることになった。
その後、商業施設の核店舗の選定に入り、1989年（平成元年）2月28日に再開発事業準備組合で核店舗が平和堂に決定された。
その後、1991年（平成3年）12月に平和堂多賀センターが完成し、1992年（平成4年）3月25日に彦根総合地方卸売市場が新市場に移転・開業した。
平和堂を交えて計画案の策定を進め、1993年（平成5年）12月9日に「南彦根駅前ショッピングプラザ」計画の3条申請を提出した。1994年（平成6年）6月3日には専門店約65店の出店が決定するなどテナントの大枠も固まった。
そして、1995年（平成7年）3月30日には当館の建設や運営を担う第三セクターとして「南彦根都市開発」の創立総会を開いて会社を設立し（同社は平和堂に吸収合併され廃止、後述）、同年8月11日に起工式を行って着工。同年12月27日には名称を「ビバシティ彦根」とすることを決定した。1996年（平成8年）4月26日に開業した。
2023年（令和5年）に全面改装を実施し、同年10月27日にグランドオープンした。この改装に併せて、ロフトやアカチャンホンポ、滋賀県最大級の無印良品などが新たにオープンし、屋外に『ビバパーク』を新設した。
現在も滋賀県湖東・湖北地域では大規模な商業施設であり、店舗面積は53,504 m2を有する。

## 館内構成
| 階 | ビバシティ彦根 |
| -- | --- |
| 5F | 立体屋上駐車場 |
| 4F | 立体駐車場 |
| 3F | ビバシティシネマ（4スクリーン・555席）・ボウリング・スポーツプラザ・駐車場                                         |
| 2F | 平和堂ファッション館・カルチャープラザ・URBAN FASHION CITY・ワンダーパーク・スポーツプラザ・アミューズメントパーク |
| 1F | 本館 - 平和堂食品館・平和堂生活館・NEW LIFE CITY（専門店街）・レストラン街 別館 - エディオン                       |

## 主な専門店
現在のテナントの詳細は、公式サイトのショップリストまたはフロアを参照。

### 1階
- ゴディバ
- 式部郷
- 叶 匠壽庵
- 北海道うまいもの館
- ビアードパパ
- スターバックスコーヒー（ビバマルシェ店）
- カルディコーヒーファーム
- スガキヤ
- マクドナルド
- ミスタードーナツ
- ケンタッキーフライドチキン
- ゴーゴーカレー
- はなまるうどん
- サブウェイ
- 築地銀だこ
- ディッパーダン
- 四六時中
- サイゼリヤ
- サーティワンアイスクリーム
- 無印良品
- ロフト
- ハニーズ
- 手芸センタードリーム
- ドコモショップ
- NOVA

### 2階
- Seria
- 平和書店
- アカチャンホンポ
- スタジオアリス
- カーブス
- GU
- ナムコ - ゲームセンター

### 3階
- ビバシティシネマ - 映画館
- ラピュタボウル - ボウリング場
- カラオケライブ - カラオケ
- コパンスポーツクラブ

### 別棟
- エディオン
- スターバックスコーヒー（ビバシティ彦根店）
- イル メルカンテ - パスタ・ピザ
- SPOON Veggical Farm - カフェレストラン

## その他
当初、平和堂の子会社である南彦根都市開発株式会社が運営していたが、2019年（令和元年）10月29日に平和堂が吸収合併すると発表した（2020年1月21日付で合併）。現在、同社が施設の管理・運営を行っている。
本館1階に入居している「CoCoRo Plus」（ココロ・プラス）は、コスメ&ビューティーショップとして2009年（平成21年）に当施設にオープンした。平和堂が運営し同社の系列店（アル・プラザ・エール）のほかに、他社の商業施設においても出店している。平和堂系列店以外での出店は以下のとおり（2022年時点、詳細は平和堂公式サイトのCoCoRo Plusを参照）。
- イオンタウン千種（愛知県名古屋市千種区）[26]
- エアポートウォーク名古屋（愛知県西春日井郡豊山町）[27]
- MOMOテラス（京都府京都市伏見区）[28]
- ららぽーと堺（大阪府堺市美原区）
- ららぽーと和泉（大阪府和泉市）
- テラッソ姫路（兵庫県姫路市）[29]

公式キャラクターはビバッチェくん。ビーバーをモチーフにしている。
エフエムひこねコミュニティ放送は、当地でのオープニングセレモニーにより開局した。

## 交通
公共交通機関
- JR琵琶湖線（東海道本線）南彦根駅下車、徒歩3分[6]。
- 近江鉄道本線（彦根・多賀大社線）彦根口駅下車、徒歩20分[6]。
- 湖国バス・愛のりタクシー「ビバシティ」停留所下車[7]（※愛のりタクシーは要予約[34]）。

自動車
- 名神高速道路彦根ICより約15分。  - （駐車場：2,500台収容[6]）